# Fußball-Verbandsliga Bremen 1996/97
Die Fußball-Verbandsliga Bremen 1996/97 war die 48. Spielzeit der höchsten Amateurklasse im Bremer Fußball-Verband. Sie war eine Ligenebene unterhalb der Oberliga Niedersachsen/Bremen angesiedelt und wurde in einer Staffel ausgetragen.
Im Vergleich zur Vorsaison waren der SC Vahr (nach zwei Spielzeiten) und Vatan Sport Bremen (nach einer Saison) wieder aus der Oberliga Niedersachsen/Bremen abgestiegen, aus der Landesliga kamen die drei Aufsteiger Blumenthaler SV (Wiederaufstieg nach drei Spielzeiten) und OSC Bremerhaven (Rückkehr nach fünf Jahren) sowie die zweite Amateurmannschaft von Werder Bremen (erstmals in der höchsten Amateurklasse) hinzu.
Sieger wurde zum elften Mal der Blumenthaler SV, der dadurch in die Oberliga Niedersachsen/Bremen aufstieg.
Am Saisonende mussten die Mannschaften auf den letzten drei Plätzen absteigen. TuRa Bremen verließ die Verbandsliga nach 16 Jahren wieder, der SV Grohn nach drei Spielzeiten und der TSV Melchiorshausen nach fünf.

## Abschlusstabelle
| Pl. | Verein                        | Sp. | S  | U  | N  | Tore    | Diff. | Punkte |
| --- | ----------------------------- | --- | -- | -- | -- | ------- | ----- | ------ |
| 1.  | Blumenthaler SV (N)           | 30  | 20 | 4  | 6  | 078:400 | +38   | 64     |
| 2.  | Werder Bremen Amateure II (N) | 30  | 14 | 12 | 4  | 055:330 | +22   | 54     |
| 3.  | SC Weyhe                      | 30  | 16 | 5  | 9  | 057:390 | +18   | 53     |
| 4.  | SGO Bremen                    | 30  | 14 | 8  | 8  | 055:350 | +20   | 50     |
| 5.  | TSV Lesum                     | 30  | 14 | 7  | 9  | 064:460 | +18   | 49     |
| 6.  | BTS Neustadt                  | 30  | 14 | 3  | 13 | 049:490 | ±0    | 45     |
| 7.  | OSC Bremerhaven (N)           | 30  | 11 | 9  | 10 | 064:490 | +15   | 42     |
| 8.  | SFL Bremerhaven               | 30  | 12 | 6  | 12 | 044:470 | −3    | 42     |
| 9.  | SC Vahr (A)                   | 30  | 12 | 6  | 12 | 047:510 | −4    | 42     |
| 10. | Vatan Sport Bremen (A)        | 30  | 12 | 5  | 13 | 047:540 | −7    | 41     |
| 11. | TV Eiche Horn                 | 30  | 9  | 11 | 10 | 029:300 | −1    | 38     |
| 12. | TSV Wulsdorf                  | 30  | 9  | 9  | 12 | 039:490 | −10   | 36     |
| 13. | TS Woltmershausen             | 30  | 10 | 6  | 14 | 042:560 | −14   | 36     |
| 14. | TuRa Bremen                   | 30  | 8  | 7  | 15 | 050:600 | −10   | 31     |
| 15. | SV Grohn                      | 30  | 6  | 8  | 16 | 030:660 | −36   | 26     |
| 16. | TSV Melchiorshausen           | 30  | 2  | 8  | 20 | 038:840 | −46   | 14     |

Platzierungskriterien: 1. Punkte – 2. Tordifferenz – 3. geschossene Tore

| (M) | Staffelsieger der Verbandsliga Bremen 1995/96           |
| (A) | Absteiger aus der Oberliga Niedersachsen/Bremen 1995/96 |
| (N) | Aufsteiger aus der Landesliga Bremen 1995/96            |